# HD 4113 b

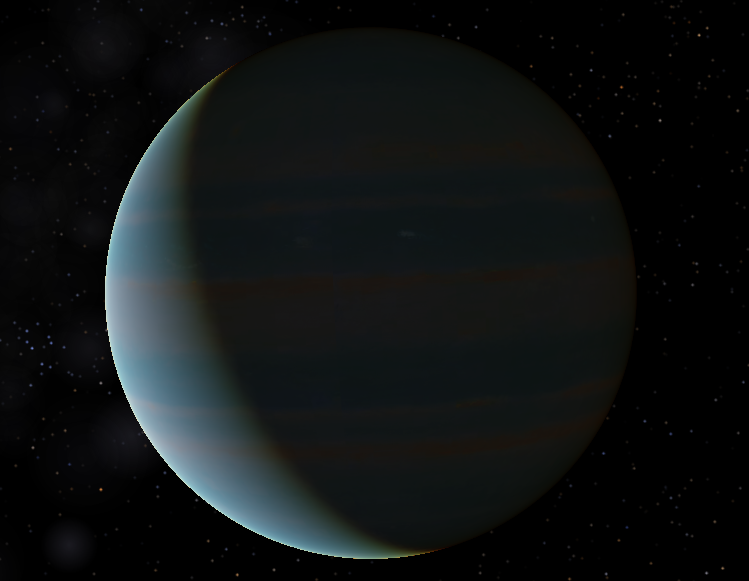

HD 4113 b는 조각가자리 방향으로 지구로부터 약 144광년 떨어진 곳에 있는 항성 HD 4113을 도는 외계 행성이다. 이 행성의 궤도는 이심률이 매우 크며 항성으로부터 평균 1.28 천문단위 거리 떨어져 있다. 근일점에서는 0.124 천문단위, 원일점에서는 2.44 천문단위까지 멀어진다. 1회 공전에는 527일 정도 걸린다.

## 같이 보기
- HD 156846 b

## 참고 문헌
- (영어) Tamuz 연구진 (2008). “The CORALIE survey for southern extra-solar planets XV. Discovery of two eccentric planets orbiting HD 4113 and HD 156846”. 《Astronomy and Astrophysics》 480: L33–L36. doi:10.1051/0004-6361:20078737.